# يوكي كاشيواغي
يوكي كاشيواغي (باليابانية: 柏木由紀؛ بالكانا: かしわぎ ゆき) هي عارضة ومغنية ومؤدية صوت وممثلة يابانية، ولدت في 15 يوليو 1991 في كاغوشيما في اليابان.

## وصلات خارجية
- الموقع الرسمي
- يوكي كاشيواغي على موقع IMDb (الإنجليزية)
- يوكي كاشيواغي على موقع ميوزك برينز (الإنجليزية)
- يوكي كاشيواغي على موقع ديسكوغز (الإنجليزية)
- يوكي كاشيواغي على موقع قاعدة بيانات الفيلم (الإنجليزية)